# شعب الكليبي (المخادر)

تعديل مصدري - تعديل

شعب الكليبي محلة تابعة لقرية الكولة، التابعة لعزلة السحول بمديرية المخادر إحدى مديريات محافظة إب في الجمهورية اليمنية، بلغ تعداد سكانها 75 حسب تعداد اليمن لعام 2004.